# ‘Emeq Bet She'an
‘Emeq Bet She'an är en dal i Israel.   Den ligger i distriktet Norra distriktet, i den nordöstra delen av landet.